# 国际公路运输公约
国际公路运输公约（英語：Convention on International Transport of Goods Under Cover of TIR Carnets），简称TIR公约（英語：TIR Convention），是联合国制订的国际公约，现行生效的是1975年TIR公约，前者取代了1959年同名公约。1975年TIR公约订于瑞士日内瓦，于1978年3月20日生效，保存人是联合国秘书长。公约主要目的是提升海关加封货物的流动效率，同时保障了各方利益。

## 背景
各缔约国希望为公路车辆国际货物运输提供便利，赞成简化协调国际运输领域内的行政手续，尤其是边境手续，制订公约各条款。

## 内容
公约适用于无需中途换装的情况下用公路运输车辆、车辆组合或集装箱运输货物，跨越一缔约方起运地海关与同一或另一缔约方目的地海关之间一个或多个边界，前提是TIR(英語：Transports Internationaux Routiers or International Road Transports)运输起点终点间包括公路。公约规定采用TIR程序运载的货物无需向沿途海关支付交存进出口税费，一般不受沿途海关的检查。公约还规定了持TIR证的货物运输、违章情况等。

### 国际道路运输联盟(IRU)
IRU是经联合国授权管理TIR系统的机构，负责集中印制发放TIR证。